# Максимов, Христофор Трофимович
Христофор Трофимович Максимов (8 апреля 1917, Сулгаччы, Амгинский улус, Якутская область, Российская империя — 23 марта 1980) — якутский советский актёр, певец и композитор. Заслуженный артист Якутской АССР (1958). Народный артист Якутской АССР (1962).

## Биография
Якут. Родился в семье крестьянина—бедняка, народного певца-сказителя. С молодости увлекался театром. С юношеских лет участвовал в концертах художественной самодеятельности.
В 1937 году учился на республиканских курсах по подготовке художественных руководителей самодеятельных
кружков.
С 1938 года учился в театральной студии. Был художественным руководителем Амгинского и Мегино-Кангаласского домов культуры, организовал там драматические и хоровые коллективы, ставил спектакли.
В 1939—1949 годах — актёр 1-го Мегино-Кангаласского колхозного театра и 2-го колхозного театра в г. Нюрбе, в 1958—1963 годах — Верхне-Вилюйского театра, в 1950 и с 1963 года — артист Якутского музыкально-драматического театра.
Сыграл ряд запоминающихся ролей в спектаклях по пьесам мировой и русской классики, советской и якутской драматургии.
В 1937—1970 годах выступал и как исполнитель песен не только со сцены, но и по радио и телевидению. Дал перед населением более 300 творческих концертов.
В самобытном, ярком творчестве Х. Максимова драматический талант сочетается с музыкальной одарённостью.
Известный композитор-песенник.
В 1938 году написал свои первые песни «Сааскы сарсыарданан», «Бастакы кандидат». На слова известных поэтов Якутии им было создано и обработано около 400 песен: «Учууталга» А. Аччыгыйа, «До5орбор» П. А. Ойунского, «Кэриэстээн Ленины» К. Уурастыырапа, «Хайдах, хайдах ба5айыный» и др.
В 1968 году снялся на Рижской киностудии в роли Додора в кинофильме «Утро долгого дня».

## Награды
- 1958 — заслуженный артист Якутской АССР
- 1962 — народный артист Якутской АССР